# Pumpe-Düse-System

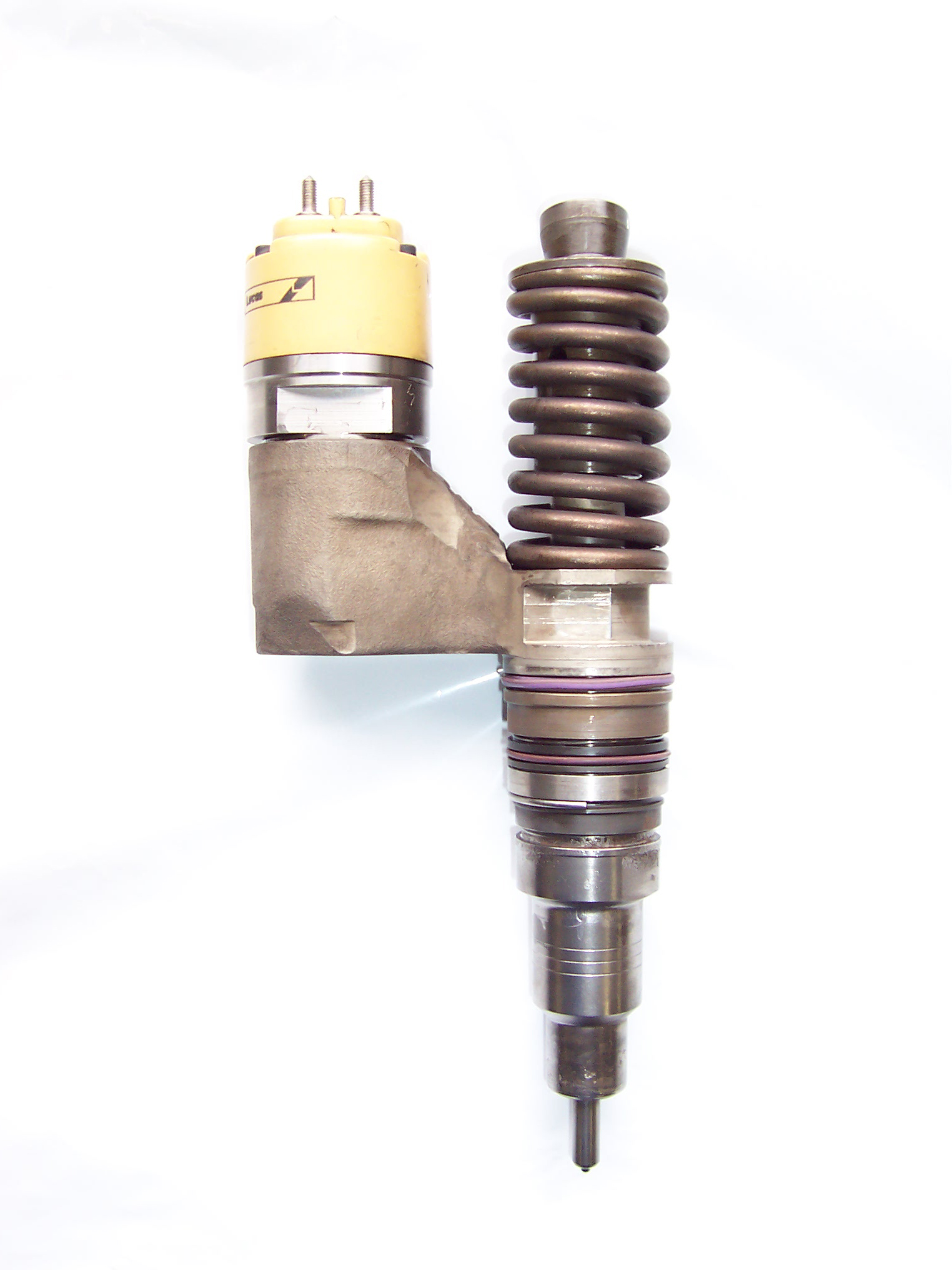
Ältere Pumpe-Düse-Einheit (Unit Injector) von Lucas Industries

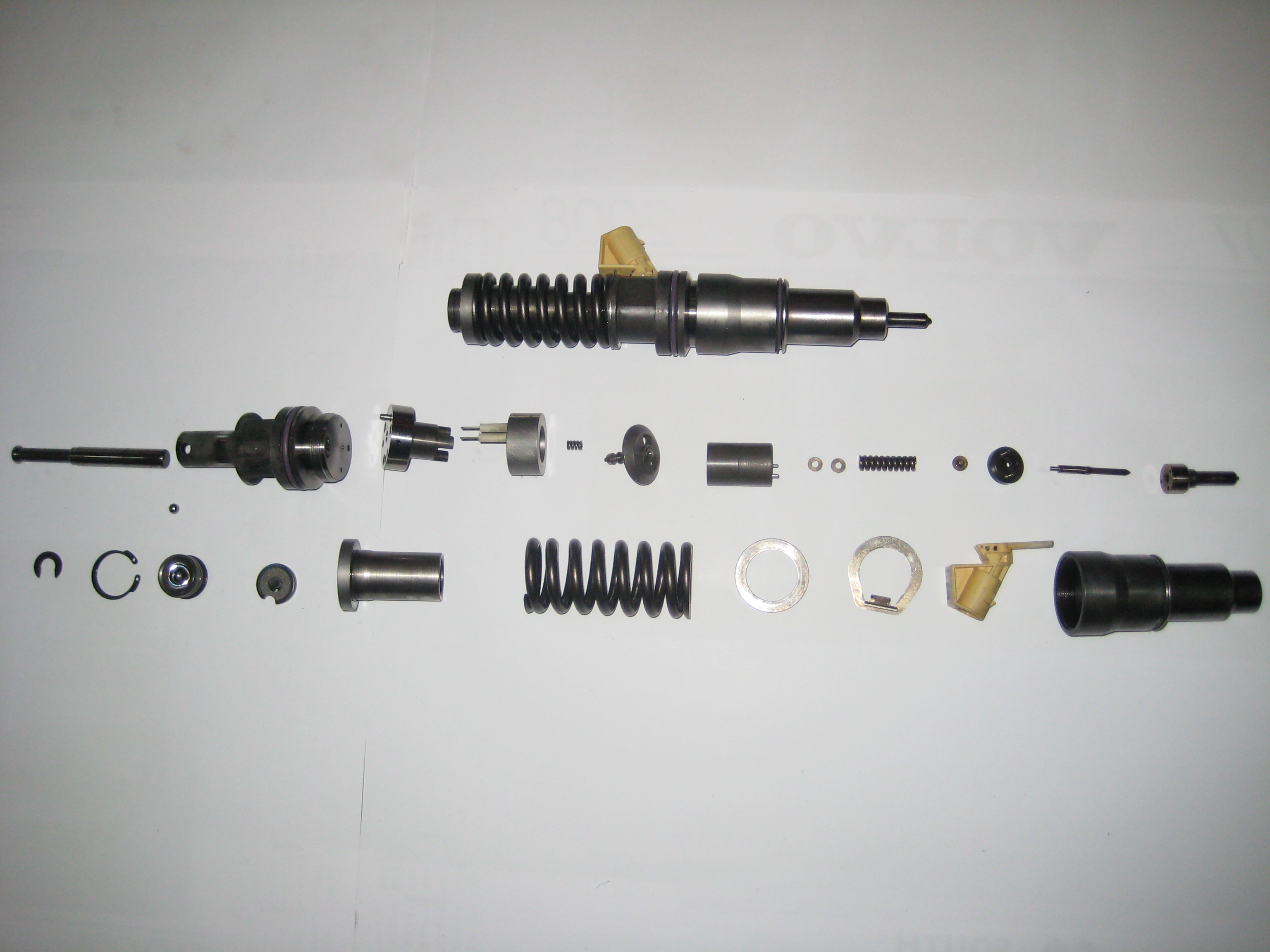
Pumpe-Düse-Einheit von Delphi und ihre Einzelteile

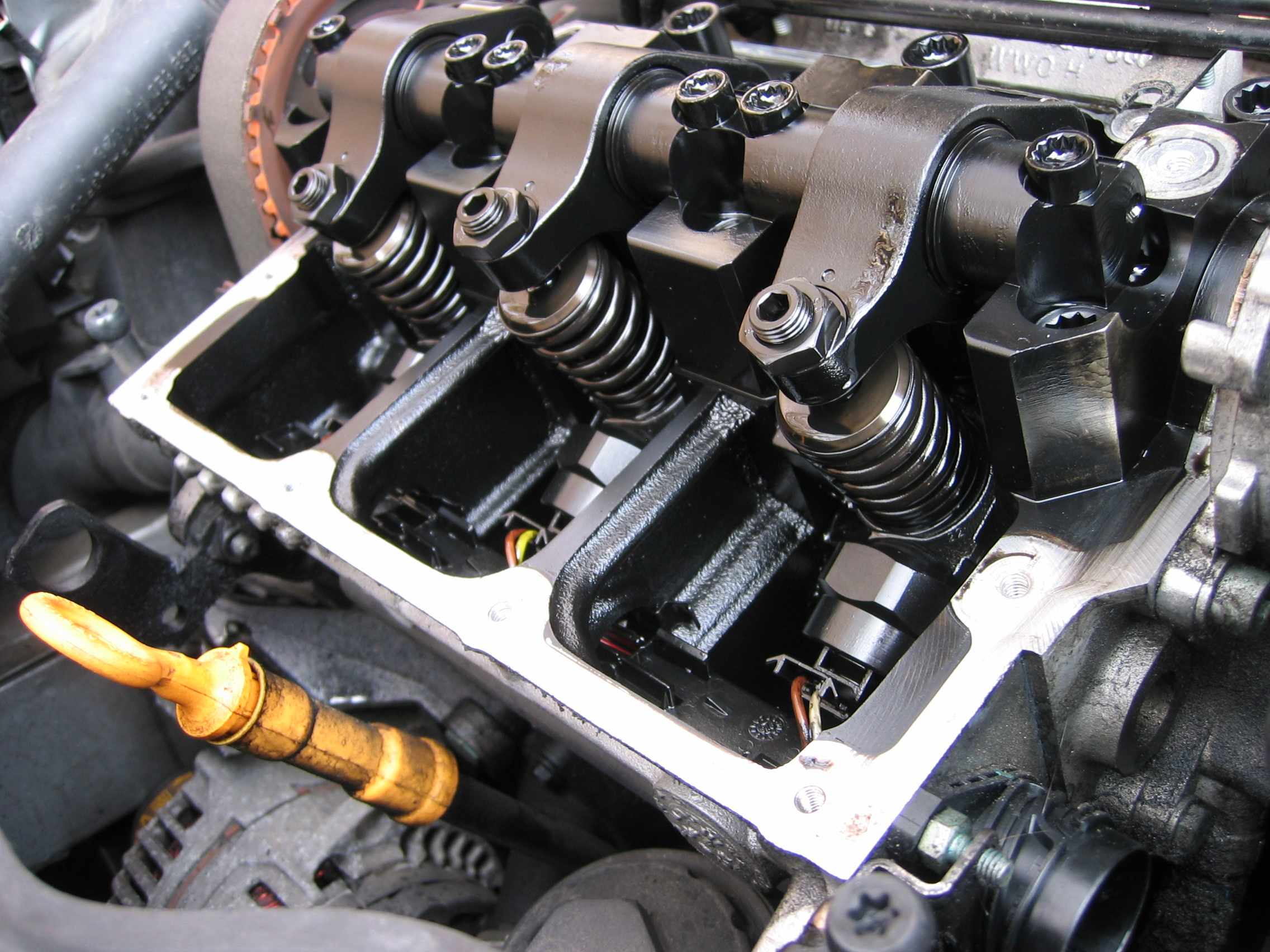
Zylinderkopf eines VW Lupo 3L 1.2 TDI, die Pumpe-Düse-Einheiten werden durch Kipphebel betätigt

Das Pumpe-Düse-System (englisch Unit Injector System) ist ein Einspritzsystem für Verbrennungsmotoren. Die wesentliche Eigenart ist die eigene Einspritzpumpe für jeden Zylinder in einem gemeinsamen Gehäuse mit der Einspritzdüse. Die den schnellen Druckaufbau behindernden Druckleitungen zwischen Pumpe und Düse werden so vermieden.

## Geschichte
Erste Überlegungen zur Zusammenfassung von Kraftstoffpumpe und Einspritzdüse stellte bereits Rudolf Diesel an. 1905 erhielt Carl Weidmann ein Patent auf ein Pumpe-Düse-System, 1911 Frederick Lamplough. Damals wurde der Treibstoff bei Dieselmotoren noch nicht in den Zylinder eingespritzt, sondern mit Druckluft hineingeblasen (Lufteinblasung). Die ersten kommerziell erfolgreichen Pumpe-Düse-Systeme entwarf C. D. Salisbury für die Winton Engine Company. Die damit ausgerüsteten Motoren liefen in Lokomotiven und U-Booten.
1934 ließ sich Arthur Fielden das von der GM Diesel Division ab 1938 in Zweitakt-Dieselmotoren verwendete Pumpe-Düse-System patentieren.
Es wurde ab den 1950er-Jahren in Schiffs- und LKW-Dieselmotoren eingesetzt. Bei diesen Motoren werden die Pumpen von der untenliegenden Nockenwelle mechanisch über Stößel, Stoßstangen und Kipphebel angetrieben. Auch der Sohn Prosper L’Oranges hat Entwicklungen in diese Richtung unternommen.
Den ersten Motor mit elektronisch gesteuerten Pumpe-Düse-Systemen stellte Volvo in seinem LKW FH 12 im Jahr 1993 vor. Dessen 12-Liter-Motor D12A mit vier Ventilen pro Zylinder war mit einer obenliegenden Nockenwelle ausgestattet. Die bei Volvo als Einheitsdüsenhalter bezeichneten Pumpe-Düse-Einheiten sind direkt oberhalb des Brennraums angebracht und werden von der obenliegenden Nockenwelle angetrieben und von einem Steuergerät elektrisch angesteuert.
Wegen der gesetzlich geforderten Reduzierung der Abgasemissionen waren die in PKW bis in die 1990er-Jahre üblichen Dieselkraftstoff-Einspritzsysteme (Verteiler- und Reiheneinspritzpumpe) vorwiegend durch die relativ langen Hochdruckleitungen und die damit verbundene Begrenzung des Druckanstiegs nicht weiter entwicklungsfähig.
Daher wurde die Idee des Pumpe-Düse-Systems von Bosch für Volkswagen aufgegriffen, weiterentwickelt und ab 1998 in PKW-Dieselmotoren (VW EA188) des Volkswagen-Konzerns eingesetzt. Erstes Fahrzeug mit Pumpe-Düse-Technik war der Passat B5 mit 1,9-Liter-Motor, der maximal 85 kW leistete.
Magneti Marelli entwickelte damals für Fiat eine Common-Rail-Einspritzung (CR) mit einer gemeinsamen Hochdruckleitung für alle Zylinder. Bei ihr können Zeitpunkt, Dauer und Anzahl der Einspritzvorgänge besser variiert werden. Daher halten Motoren mit CR niedrigere Abgasgrenzwerte ein und laufen leiser. CR-Systeme sind kostengünstiger herzustellen als Pumpe-Düse-Systeme, wobei der Kostenvorteil mit der Zylinderzahl zunimmt. Mittlerweile sind die maximalen Einspritzdrücke der Systeme gleich. Ab 2008 rüstete auch der VW-Konzern seine Dieselmotoren nach und nach auf CR-Einspritzungen um.

## Prinzip
Wie bei Verteiler- und Reiheneinspritzpumpen, aber anders als beim Common-Rail-System, wird beim Pumpe-Düse-System der Einspritzdruck separat für jeden Zylinder erzeugt. Das geschieht in einer Plungerpumpe mit einem Kolben, der durch je einen eigenen Nocken auf der Nockenwelle betätigt wird.
Um einen für den Einspritzprozess günstigen Druckverlauf zu erhalten, ist ein über die Zeit steiler Druckanstieg erforderlich. Dazu muss der Kolben stark beschleunigt werden. Erzielt wird dies rein mechanisch durch die ovale Nockenform im Zusammenspiel mit dem Kipphebel oder Stößel.
Der Druckaufbau im Raum unter dem Kolben, dem Plungerraum, kann durch Öffnen und Schließen eines Magnetventils oder eines durch einen Piezoaktor betätigten Ventils gesteuert werden. Ist das Ventil geschlossen, baut der Kolben Druck auf und der Kraftstoff wird durch das Einspritzventil eingespritzt. Durch das Öffnen des Steuerventils wird der Einspritzvorgang abgebrochen, wobei für eine gute Verbrennung ein möglichst schneller Druckabfall und schlagartiges Abbrechen des Einspritzvorganges notwendig ist. Piezoaktoren arbeiten dabei bis zu dreimal schneller als Magnetsteller. So hatte etwa der VW Passat 2.0 TDI Baujahr 2005 (125 kW/170 PS) eine Pumpe-Düse-Einspritzung mit piezo-betätigten Ventilen, die einen Spitzendruck von 220 MPa erreichte.

## Vorteile
- Da der Druck in der Pumpe-Düse-Einheit (PDE) – und damit der Einspritzdruck – durch die Nocken der Nockenwelle erzeugt wird, ist die dafür benötigte Antriebsenergie nur in dem für die Einspritzung relevanten Bereich aufzubringen.
- Der hohe Druck begünstigt eine feine Vernebelung des durch die Einspritzventile eingebrachten Kraftstoffes. Kleinere Tröpfchen bedeuten ein kleineres Verhältnis von Volumen zur Oberfläche, was eine geringere Rußbildung nach sich ziehen kann.
- Das nichtdichtende Plungerprinzip der PDE ermöglicht den Einsatz nahezu sämtlicher Kraftstoffe (Benzin, Alkohol, Ethanol, LPG, Biokraftstoffe etc.).
- Bei einem Versagen des Einspritzventils (Verklemmen der Düsennadel oder Verschmutzen der Düse) kann kein Kraftstoff permanent in den Brennraum fließen.

## Nachteile
- Der maximale Druck an der Düse ist von der Nockenform abhängig. Daher kann die Einspritzung (zeitlich, das heißt, über den Drehwinkel betrachtet) nur ausgelöst werden, solange der Nocken den Pumpenkolben hineinschiebt. Das bedeutet, der Bereich der möglichen Einspritzzeitpunkte ist in einen bestimmten Bereich um den oberen Totpunkt eingeschränkt.
- Hoher Aufwand, da für jeden Zylinder eine eigene Pumpe notwendig ist.
- Da Einspritzzeitpunkt und -menge nicht in feinen Schritten verändert werden können und Vor- und Nacheinspritzung nur eingeschränkt möglich sind, gilt der Motorlauf als wenig kultiviert. Des Weiteren kann die Abgastemperatur nicht schnell genug variiert werden. Dies ist erforderlich, um Abgasnormen über EURO 4 zu erreichen.
- Weil der Druckaufbau in der Pumpe-Düse-Einheit (PDE) möglichst schlagartig erfolgen soll, ist die dafür benötigte Antriebsenergie nur in dem für die Einspritzung relevanten Bereich aufzubringen. Die damit verbundene hohe dynamische Belastung durch den wechselnden Druckaufbau in den einzelnen PDE benötigt eine entsprechende Dimensionierung der Nockenwelle und deren Antriebskonstruktion. Zum Nockenwellenantrieb ist daher ein breiter Zahnriemen oder ein Stirnradtrieb notwendig. Ketten können wegen der hohen Zugsteifigkeit und des geringen Dämpfungsvermögens die hohen Lastspitzen weniger gut übertragen.